# Yngve Svedlund
Yngve Eugén Svedlund, född 17 augusti 1925 i Åmots bruk, Gästrikland, död 24 oktober 2017 i Skärholmen, var en svensk grafiker, tecknare, målare och författare.
Han var son till plåtslagaren Robert Albert Larsson och Ebba Wiktoria Svedlund och från 1959 gift med Eivor Kristina Löfling. Efter att Svedlund arbetat några år som lantarbetare i Roslagen flyttade han till Stockholm där han försörjde sig som lagerarbetare och dekoratör.
Svedlund studerade reklam och bokkonst vid Konstfackskolan, där han utexaminerades 1950. Han fortsatte därefter sina studier för Jurgen von Konow och Harald Sallberg vid konsthögskolans grafiklinje. Han tilldelades konstnärsstipendium från Stockholms stad 1963 och Eskilstuna kommun 1964. Han bedrev självstudier under resor till bland annat Frankrike, Italien, Nederländerna, Tyskland och Jugoslavien.
Separat ställde han ut i bland annat Eskilstuna, Katrineholm, Sandviken, Falun, Örebro och Malmö. Tillsammans med Gunnar Allvar och Olle Hanspers ställde han ut i Enviken och tillsammans med Lennart Lindberg i Härnösand samt tillsammans med Per Nilsson-Öst i Karlstad. Han medverkade i Nationalmuseums utställning Unga tecknare 1956–1958, flera av Liljevalchs Stockholmssalonger, Grafiska sällskapets utställningar, Dalarnas konstförenings höstsalonger i Falun, Svenska konstnärernas förenings utställning i Stockholm 1956, grafiktriennalen på Nationalmuseum 1965 och ett flertal länsutställningar i Gävle från slutet av 1950-talet.
Som illustratör illustrerade han bland annat Margareta Lindströms Jag var en herrgårdsflicka och teckningar för dags- och fackpress. Han skrev och illustrerade boken På bondgården 1964. Hans konst består av en folklig skildring av landsbygdsmiljö i en reportagemässig form som kan betraktas som kulturhistoriska dokument utförda som torrnålsgravyrer, linjeetsning, eller olja och akvarell. Svedlund är representerad vid Moderna museet, Dalarnas museum, Eskilstuna konstmuseum, Bollnäs museum, Nordiska museet, Örebro läns landsting, Västerås kommun och Falu kommun.
Yngve Svedlund är begravd på Norra begravningsplatsen utanför Stockholm.